# Guanbu, Guangdong
Guanbu (kinesiska: 关埠) är en köping i sydöstra Kina. Den ligger i stadsdistriktet Chaoyang i staden Shantou i provinsen Guangdong,  omkring 330 kilometer öster om provinshuvudstaden Guangzhou. Antalet invånare är 114 283. Befolkningen består av 58 039 kvinnor och 56 244 män. Barn under 15 år utgör 26,0 %, vuxna 15-64 år 66 %, och äldre över 65 år 6,0 %.